# Alan Bowman
Alan Keir Bowman (Mánchester, 23 de mayo de 1944) es un académico y miembro de la Academia Británica. Fue director del Brasenose College, en Oxford.

## Biografía
Bowman nació el 23 de mayo de 1944 en Mánchester, Reino Unido. Fue educado en el Manchester Grammar School, The Queen's College de Oxford y en la Universidad de Toronto.

### Carrera académica
Después de ocupar cargos académicos en la Universidad Rutgers y en la Universidad Victoria de Mánchester, fue elegido profesor de Historia Antigua en Universidad de Oxford y estudiante oficial en la Christ Church. Fue Censor Principal en la Iglesia de Cristo de 1988 a 1990.
En 1995, Bowman se convirtió en Director Fundador del Centro para el Estudio de Documentos Antiguos en Oxford. En 2002 se convirtió en Profesor Camden de Historia Antigua y miembro del Brasenose College.
En 1996, Bowman coeditó el décimo volumen de la segunda edición de The Cambridge Ancient History, titulada The Augustan Empire, 43 BC - AD 69. Además de coeditar el volumen, también contribuyó con el capítulo sobre «Administración provincial y fiscalización». Sus colegas editores fueron Andrew Lintott, también de Oxford, y Edward Champlin, de la Universidad de Princeton.

## Publicaciones
- Quantifying the Roman Economy. Oxford University Press. 2013.
- Literacy and Power in the Ancient World. Cambridge University Press. 1996.
- Life and Letters on the Roman Frontier. Routledge. 1998.